# Eragrostis eriopoda
Eragrostis eriopoda, conocida como hierba woollybutt, es una planta de la familia Poaceae que se encuentran en los pastizales de Australia Occidental.

## Características
Es una hierba perenne densamente copetuda que puede crecer entre 10 y 60 cm de altura con una base lanosa bulbosa. Los muchos tallos están ramificados con articulaciones sin pelo (nodos). Las cabezas de semillas abiertas tienen entre 9 a 20 cm de largo y están teñidas de color púrpura. Las semillas están  espigas de 1 o 2 cm de largo y contienen hasta 20 semillas emparejadas.[cita requerida]